# Manuel María Borrero

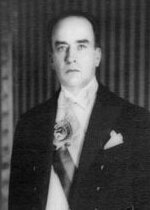
Manuel María Borrero

Manuel María Borrero (* 10. Mai 1883 in Cuenca; † 7. Juni 1975 in Quito) war ein ecuadorianischer Anwalt, Schriftsteller und Politiker und vom 20. August 1938 bis 2. Dezember 1938 interimisch Präsident seines Landes.
Borrero hat an der Universidad de Cuenca Jura studiert und 1906 abgeschlossen. Er übernahm verschiedene politische Posten auf unterschiedlichen Ebenen und war mehrfach Mitglied des Obersten Gerichtshofes. 1938 war er Mitglied der Verfassunggebenden Versammlung und wurde von ihr interimisch zum Präsidenten gewählt.